# 龍伯高
龍伯高（前1年－88年），名述，為京兆（漢長安）人。
《後漢書》記載馬援曾言：「敦厚周慎，口無擇言，謙約節儉，廉公有威。」用以告誡馬敦與馬嚴。
時述為山都（今湖北襄陽縣西北）長。漢光武帝二十五年（49年）擢為零陵太守，在郡四年，甚有治效。